# Affaires mondiales Canada
Pour les articles homonymes, voir Ministère du Commerce et Ministère des Affaires étrangères.

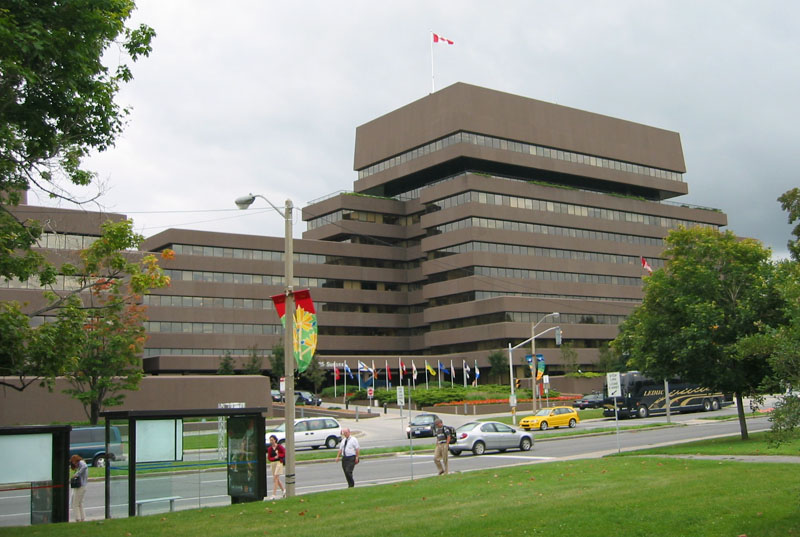
L'édifice Lester B. Pearson à Ottawa, siège du ministère.

Affaires mondiales Canada (anglais : Global Affairs Canada) (nom légal : ministère des Affaires étrangères, du Commerce et du Développement) est un ministère du gouvernement fédéral chargé des relations diplomatiques et consulaires, de stimuler le commerce international et d'organiser l'aide internationale du Canada.

## Mandat
Le ministère des Affaires mondiales a essentiellement pour mandat :
- de mener une politique étrangère fidèle aux valeurs canadiennes tout en protégeant l'intérêt national ;
- de conclure des ententes commerciales fondées sur des principes tout en favorisant l'accessibilité et l'équité des échanges commerciaux bilatéraux, régionaux et mondiaux ;
- de travailler avec ses partenaires gouvernementaux et autres à l'amélioration des perspectives économiques et de la sécurité du Canada et de sa population, au pays comme à l'étranger.

## Histoire
Au moment de la Confédération canadienne (1867), il est entendu que les Affaires étrangères relèvent de l'Empire, dont le Canada ne constitue pas une entité distincte sur le plan diplomatique. Toutefois, Wilfrid Laurier, premier ministre libéral, cherche à affirmer l'autonomie du Canada dès 1904. Laurier franchira un pas décisif en nommant en 1907 Rodolphe Lemieux comme représentant du Canada pour négocier avec le Japon un accord de limitation de l'émigration. Or Lemieux n'est que ministre des Postes et du Travail, et Laurier met Londres devant le fait accompli de cette nomination. Malgré le tollé des impérialistes, l'ambassadeur britannique à Tokyo Claude MacDonald ne s'opposera nullement à la mission canadienne, laissant les coudées franches à l'envoyé de Laurier et lui accordant même son appui indéfectible. La réussite de Lemieux (1908) démontrera à la fois la capacité et l'habilitation du Canada à exercer sa propre action diplomatique, ce qui débouchera en 1909 sur la création d'un ministère des Affaires extérieures. Cette étape n'est cependant qu'un premier pas timide vers l'autonomie du Canada : en effet, le ministère n'est responsable que des relations avec les autres dominions de l'Empire, qui ne sont alors pas considérés comme des pays étrangers (d'où le titre « Affaires extérieures » et non « Affaires étrangères »). 
Le Canada n'acquiert son autonomie en diplomatie internationale qu'avec le Statut de Westminster de 1931. 
En 1982, le ministère est fusionné avec le ministère du Commerce international dans le cadre d'une réorganisation du gouvernement. Son nom devient « ministère des Affaires étrangères et du Commerce international » en 1993. Dans le cadre du Programme de coordination de l'image de marque, le ministère utilise le nom « Affaires étrangères et Commerce international Canada ». 
Les portefeuilles des affaires étrangères et du commerce international sont administrativement séparés de 2003 avant d'être de nouveau réunis en 2006. En 2013, l'Agence canadienne de développement international est fusionnée avec le ministère, qui devient « Affaires étrangères, Commerce et Développement Canada ».
En 2015, le ministère change d'appellation pour « Affaires mondiales Canada ». L'appellation légale du ministère demeure ministère des Affaires étrangères, du Commerce et du Développement et le titre de Ministre des Affaires étrangères reste utilisé.